# RAF-2203
 (avril 2021).
Si vous disposez d'ouvrages ou d'articles de référence ou si vous connaissez des sites web de qualité traitant du thème abordé ici, merci de compléter l'article en donnant les références utiles à sa vérifiabilité et en les liant à la section « Notes et références ».
Le RAF-2203 était un minibus et un camionnette fabriqué par Rīgas Autobusu Fabrika de 1976 à 1998. Environ 199 000 unités de la fourgonnette ont été vendues et produites. Le RAF-2203 utilisait de nombreuses pièces mécaniques et le moteur du GAZ-24 Volga, mais avait des essieux renforcés et une nouvelle carrosserie de minibus. Il était comparable au fourgon allemand Volkswagen Type 2, de dimensions et de conception à Cabine avancée similaire.

## Histoire
Cette fourgonnette utilisait le moteur de 2 445 cm3 (149,2 pouces cubes) du GAZ-24, entre les sièges avant, ce qui rend sa construction similaire à celle d'autres fourgonnettes concurrentes telles que la Dodge A100 et la Volkswagen LT, avec suspension avant indépendante également du GAZ-24 (mais les ressorts venaient du GAZ-13). Il a emprunté les phares et les pièces du système de freinage du Moskvitch 412, les poignées de porte extérieures du Moskvitch 408 et les roues de 15 pouces (38 cm) du GAZ-21 Volga. La porte arrière unique s'articulait vers le haut, plutôt que l'ouverture latérale plus habituelle. Il y avait deux modèles principaux : l'un, le 2203, dix places assises plus conducteur et passager, propulsé par un moteur de 95 ch (71 kW ; 96 ch) 2 445 cm3 (149,2 pouces cubes) avec une compression de 8,2 : 1 ; l'autre, le 22032, un « taxi de route » de douze places, avait des sièges longitudinaux et une compression inférieure de 6,7 : 1 (pour utiliser de l'essence à indice d'octane de 76 plus facilement disponible) et ne produisait que 85 ch (63 kW ; 86 ch). (Le 2203-02 fonctionnerait au propane liquéfié). Une ambulance, la 22031, fut bientôt ajoutée à la gamme et représentait un tiers de tous les 2203 construits ; il y avait aussi un 22035 pour les dons de sang. À ceux-ci ont été rejoints le 22034, destiné aux pompiers.
En plus des rares 22033 et 22036 destinés aux milices d'État, il y avait des prototypes de véhicules électriques.
Même si le 2203 avait une belle apparence, il était sensible à la rouille, en particulier au niveau des longerons du cadre, et était désagréable à conduire par mauvais temps. Le contrôle qualité de l’assemblage était également médiocre. Les fuites d'huile et les pannes de roulements d'essieu étaient fréquentes. Il a également souffert d'une surchauffe, de graves problèmes de vibrations, de pannes de pièces de suspension avant entraînant une mauvaise maniabilité et une consommation de carburant élevée. De plus, l'accès à la cabine était difficile, malgré la position des commandes avancées.
Après l'effondrement de l'Union soviétique, les ventes du RAF-2203 ont chuté et les ventes sur les marchés d'exportation ont commencé à disparaître progressivement. Il était prévu de vendre le RAF, parallèlement au modèle RAF-2203, à GAZ en Russie, qui poursuivrait la production sous son propre nom, mais pour des raisons politiques et économiques, ce projet a finalement été annulé. En 1998, la RAF a fait faillite et la production du fourgon RAF-2203 s'est arrêtée. Néanmoins, l'idée d'une camionnette russe utilisant des composants de voitures particulières, notamment la GAZ Volga, a ensuite été reprise par le véhicule utilitaire léger GAZelle, qui a largement remplacé le RAF-2203 dans ses rôles de minibus et de fourgonnette dans les États post-soviétiques.

## Galerie

RAF-2203
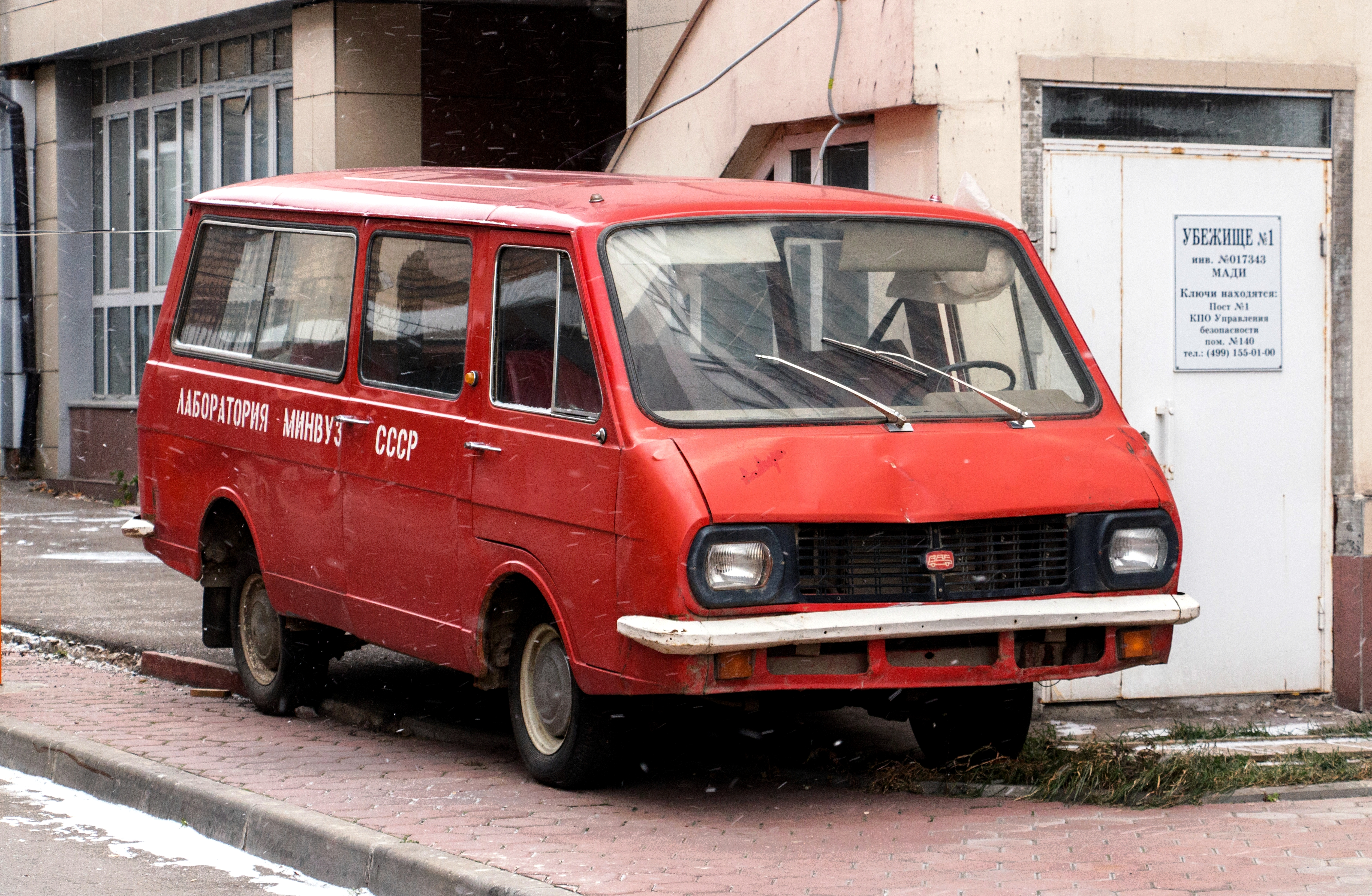
RAF-2203
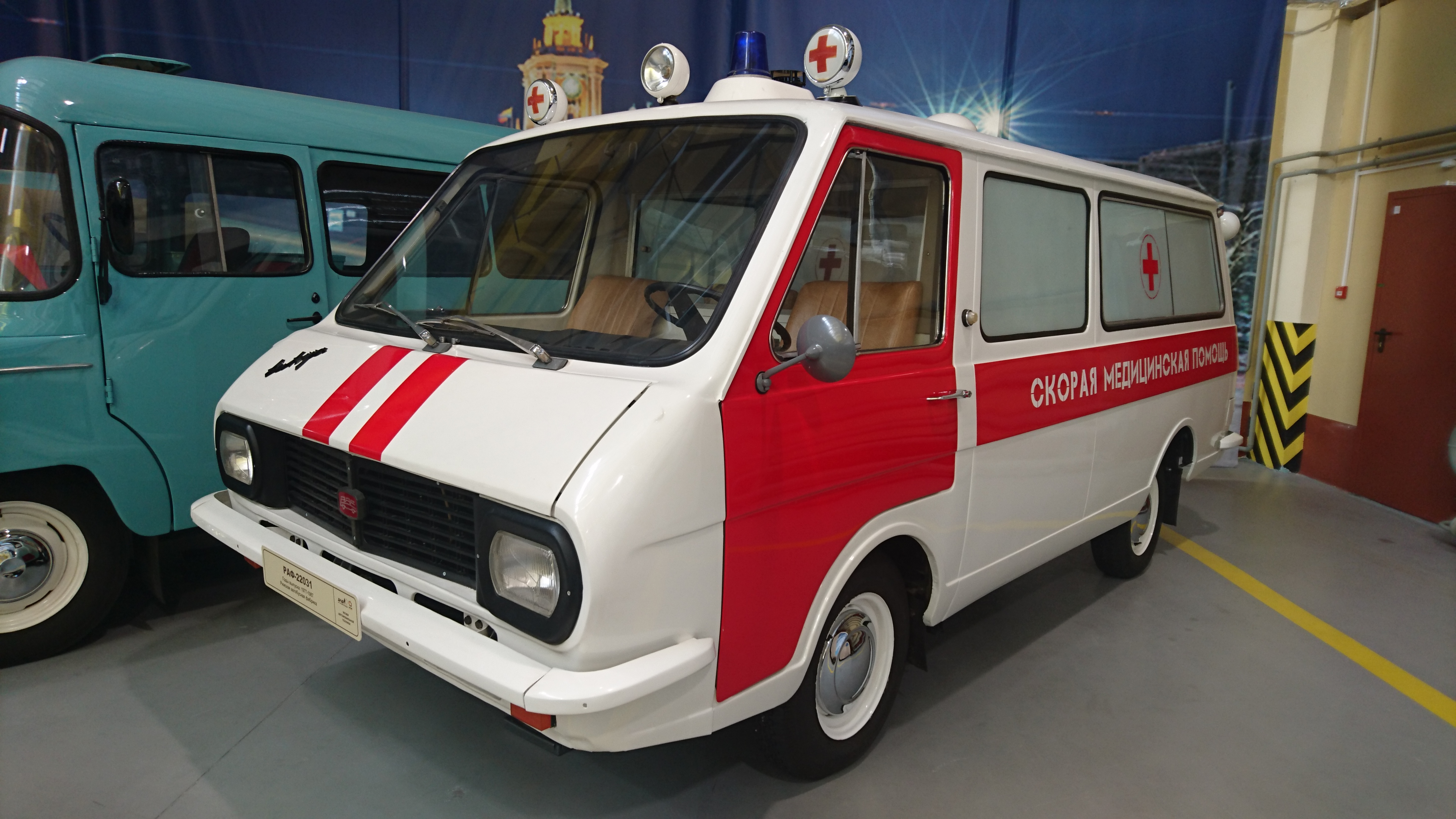
RAF-22031
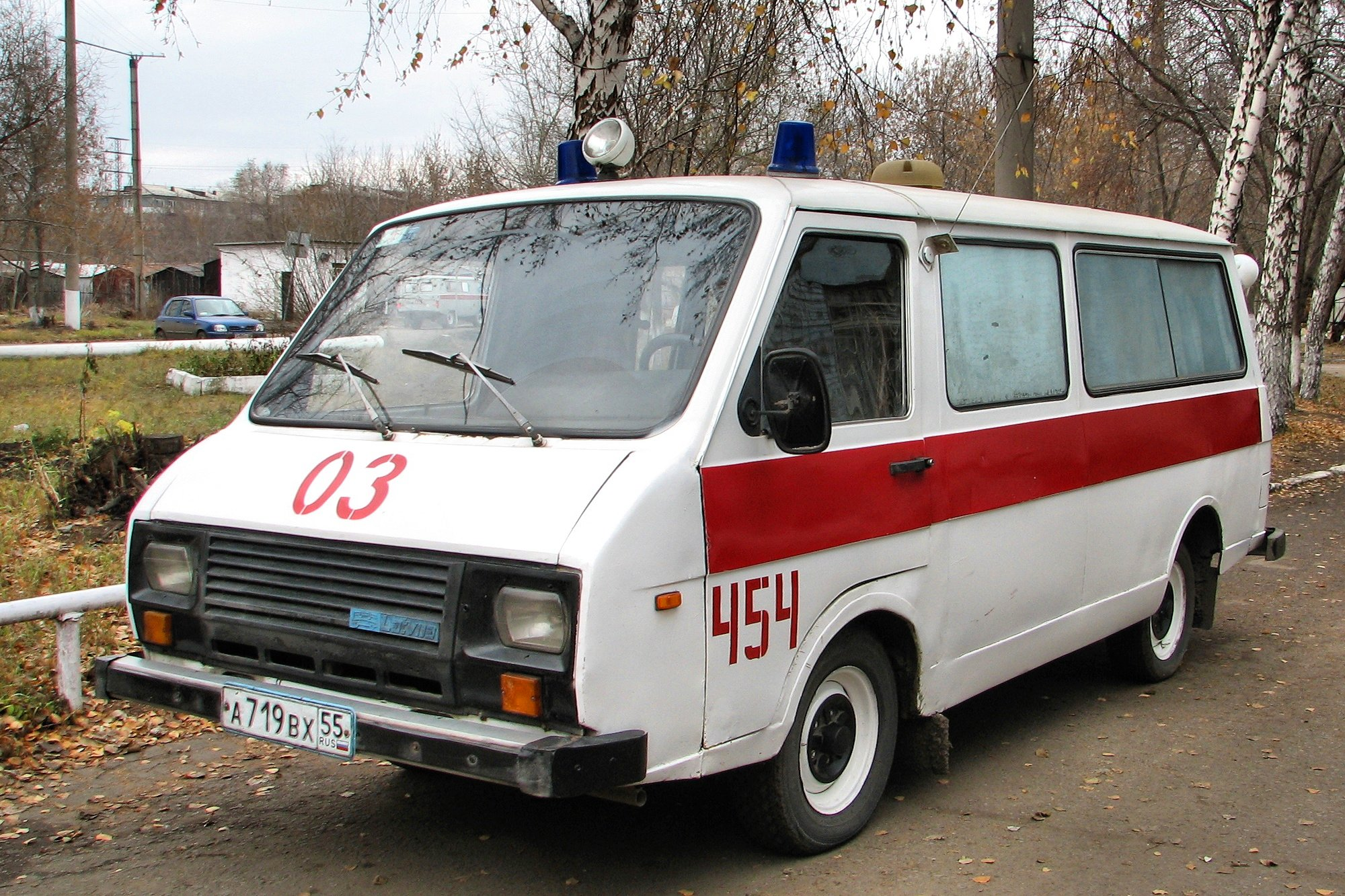
RAF-2915-02
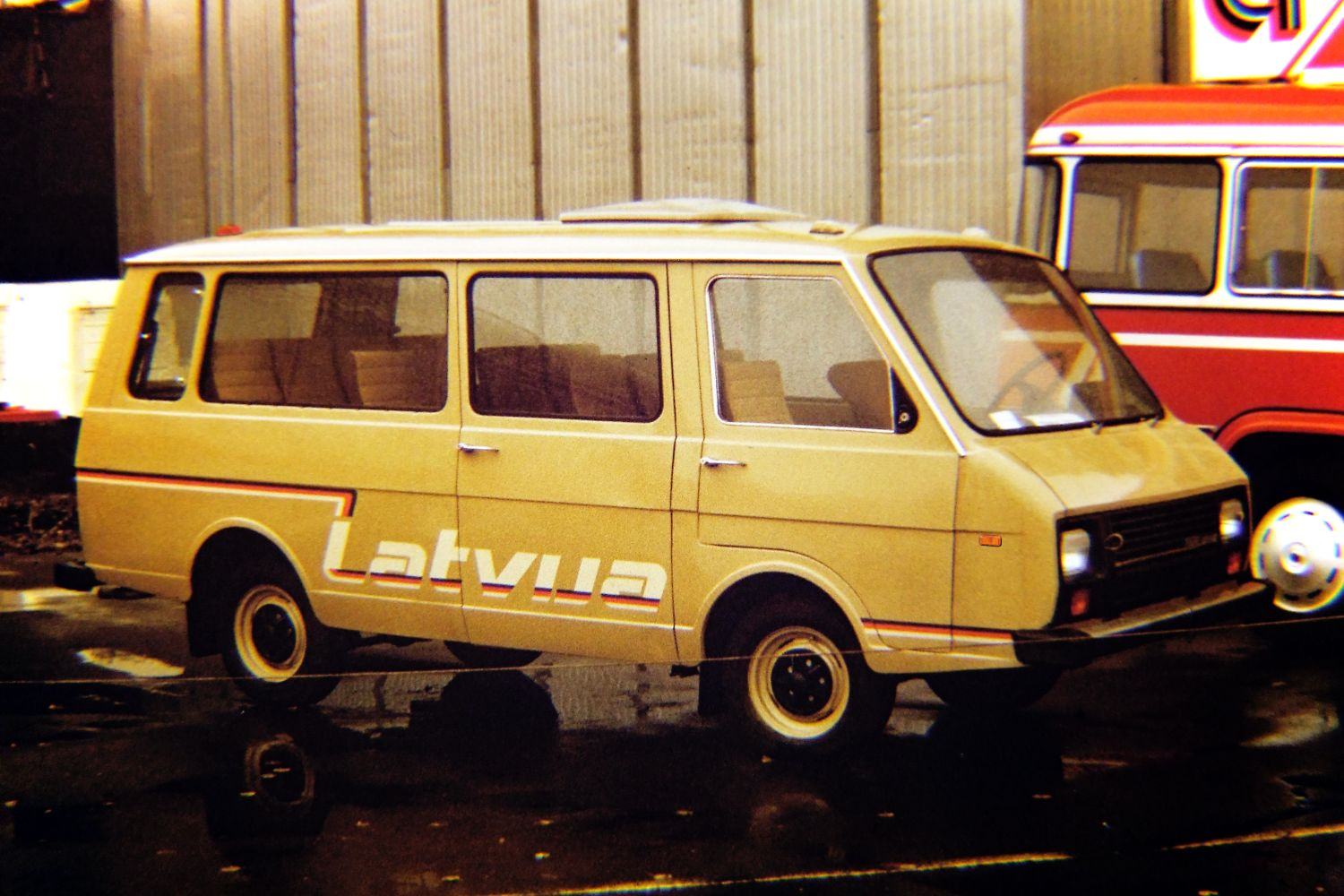
RAF-22038
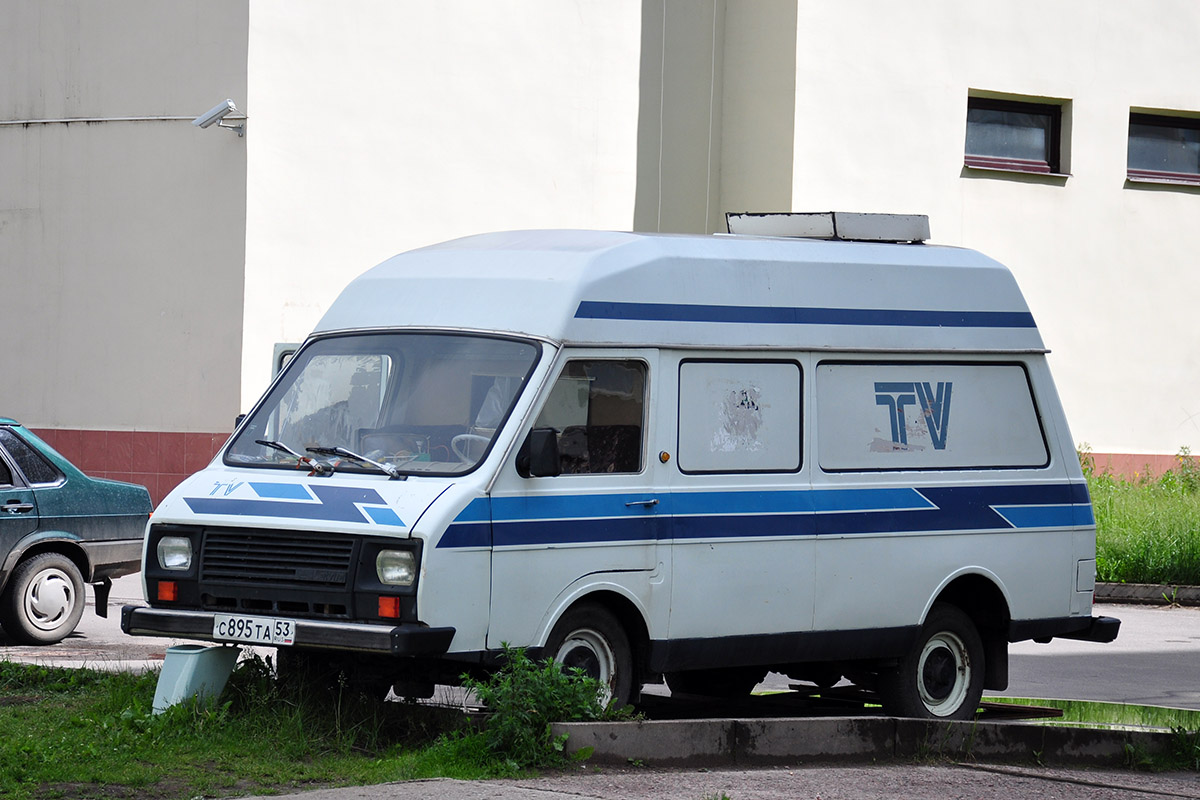
РАФ-22038-021
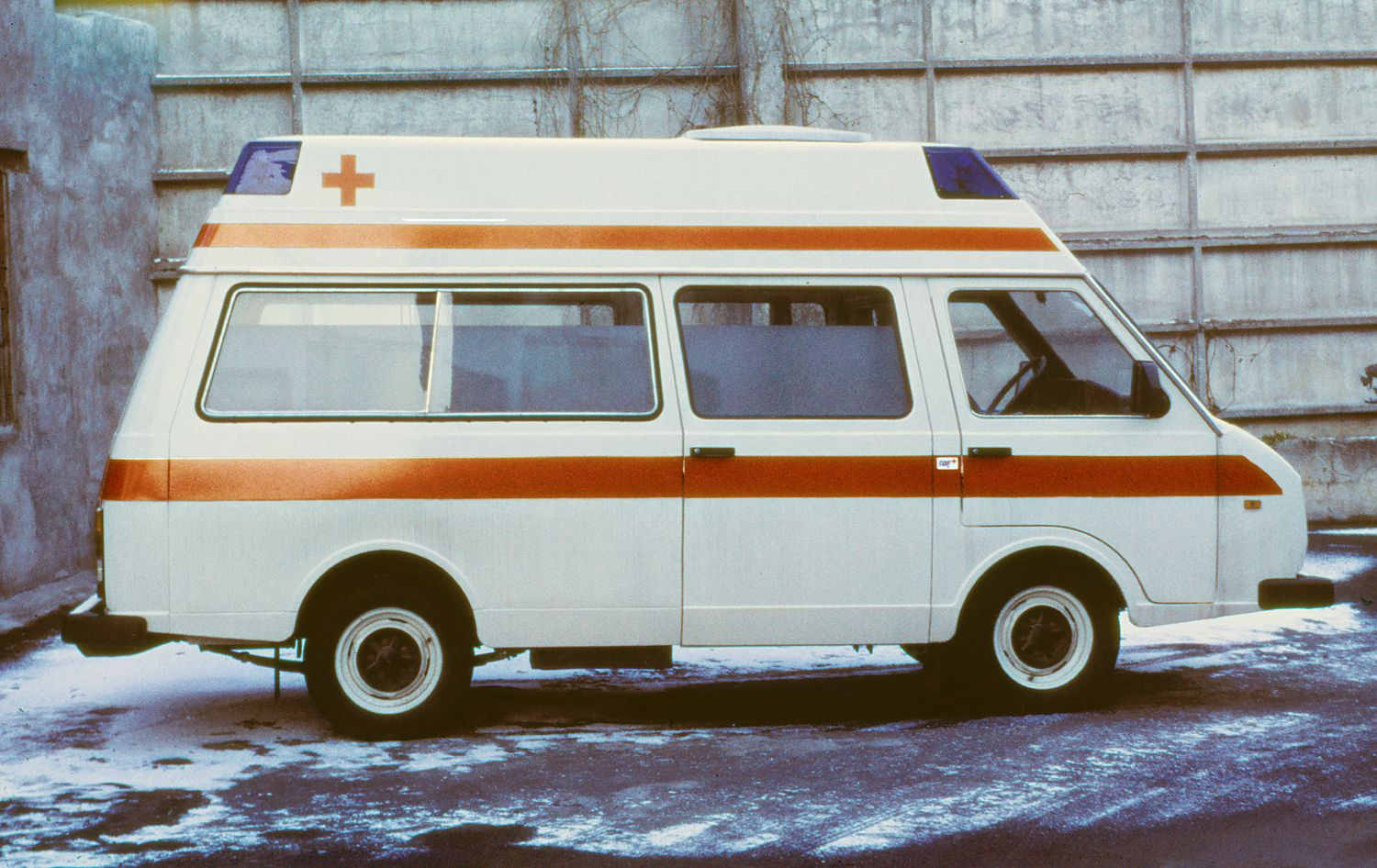
RAF-2914
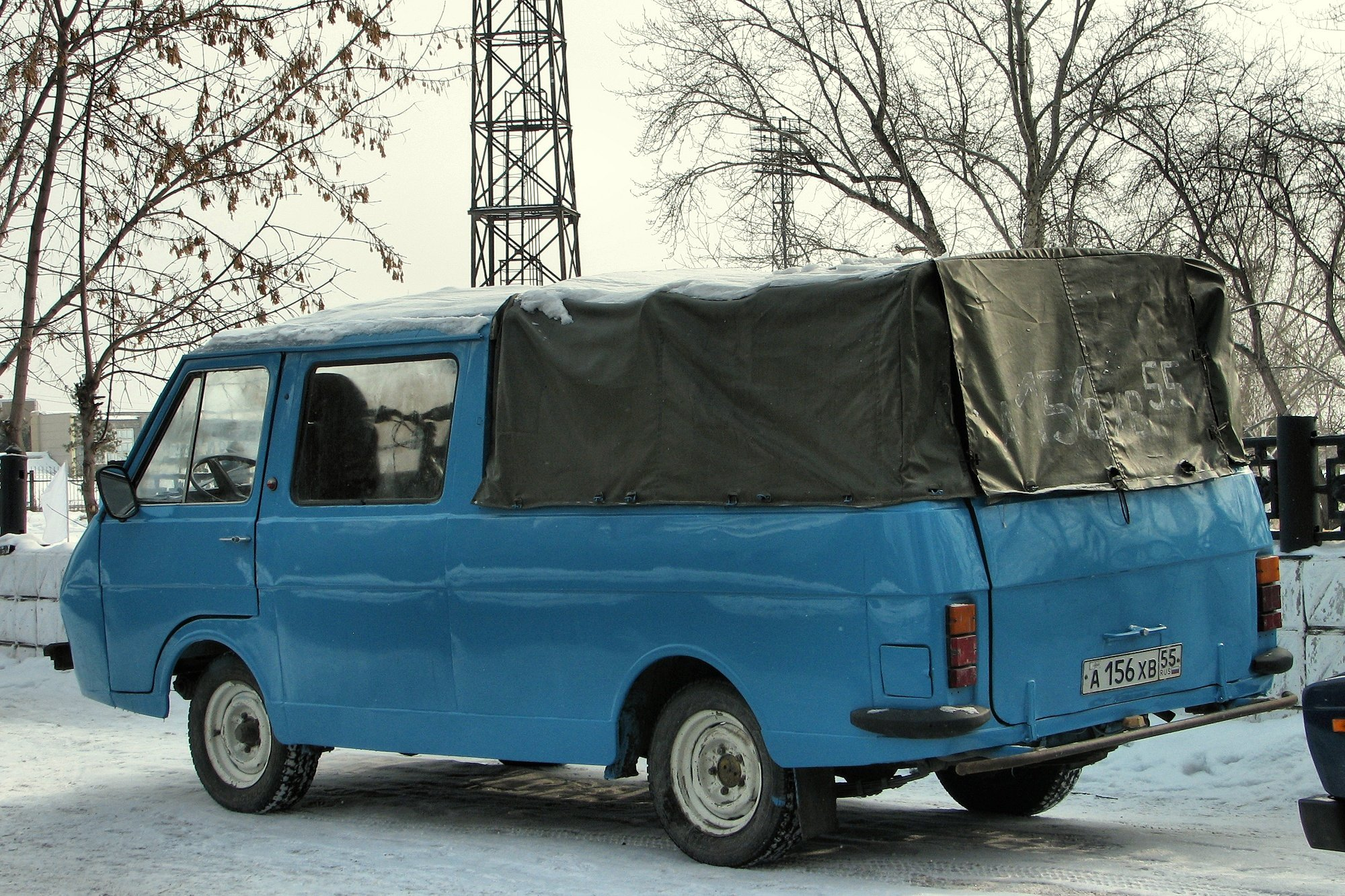
RAF-2909
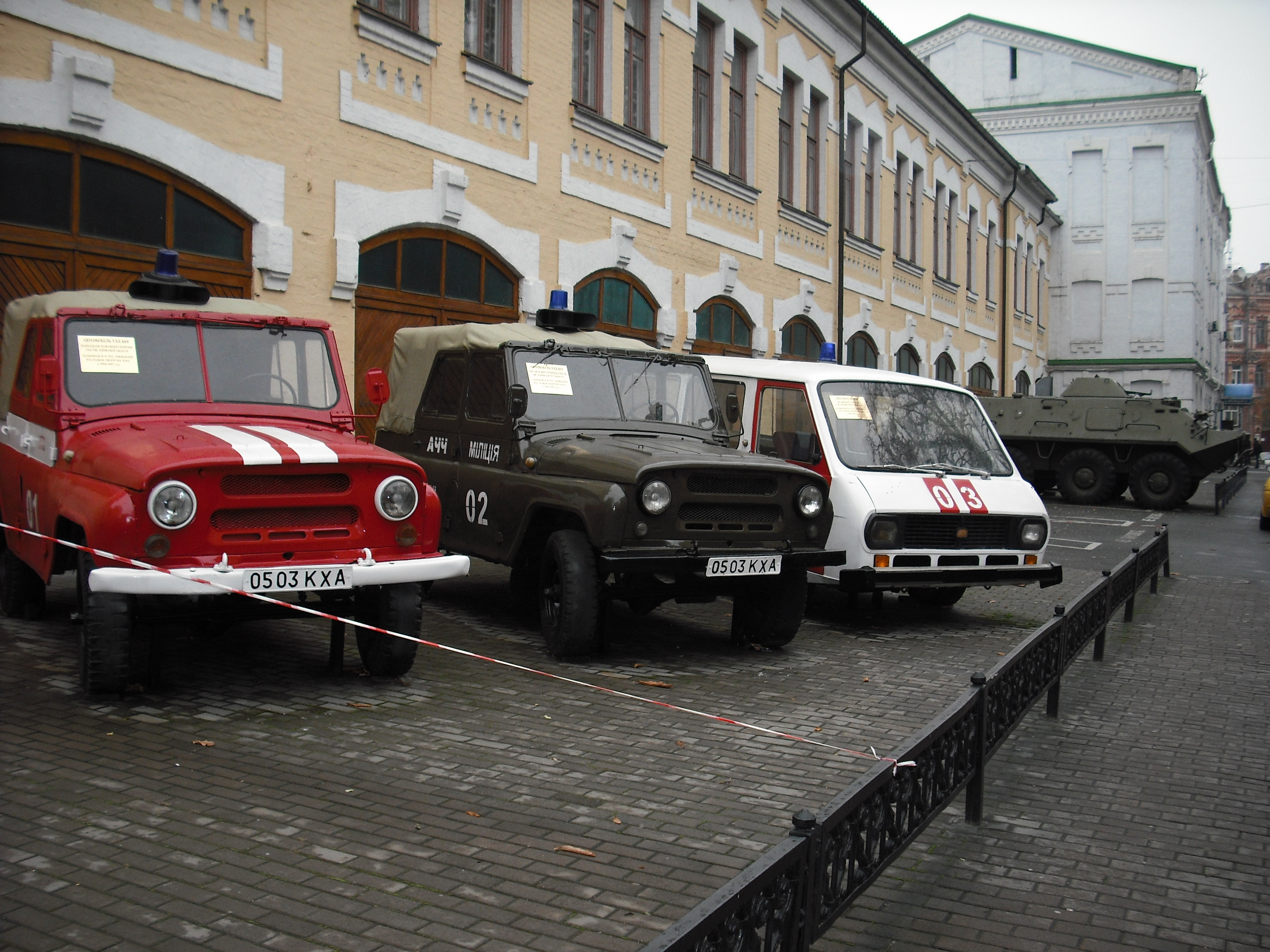
RAF-2203 (à l'extrême droite) qui a été utilisé lors de la procédure de liquidation de la Catastrophe de Tchernobyl
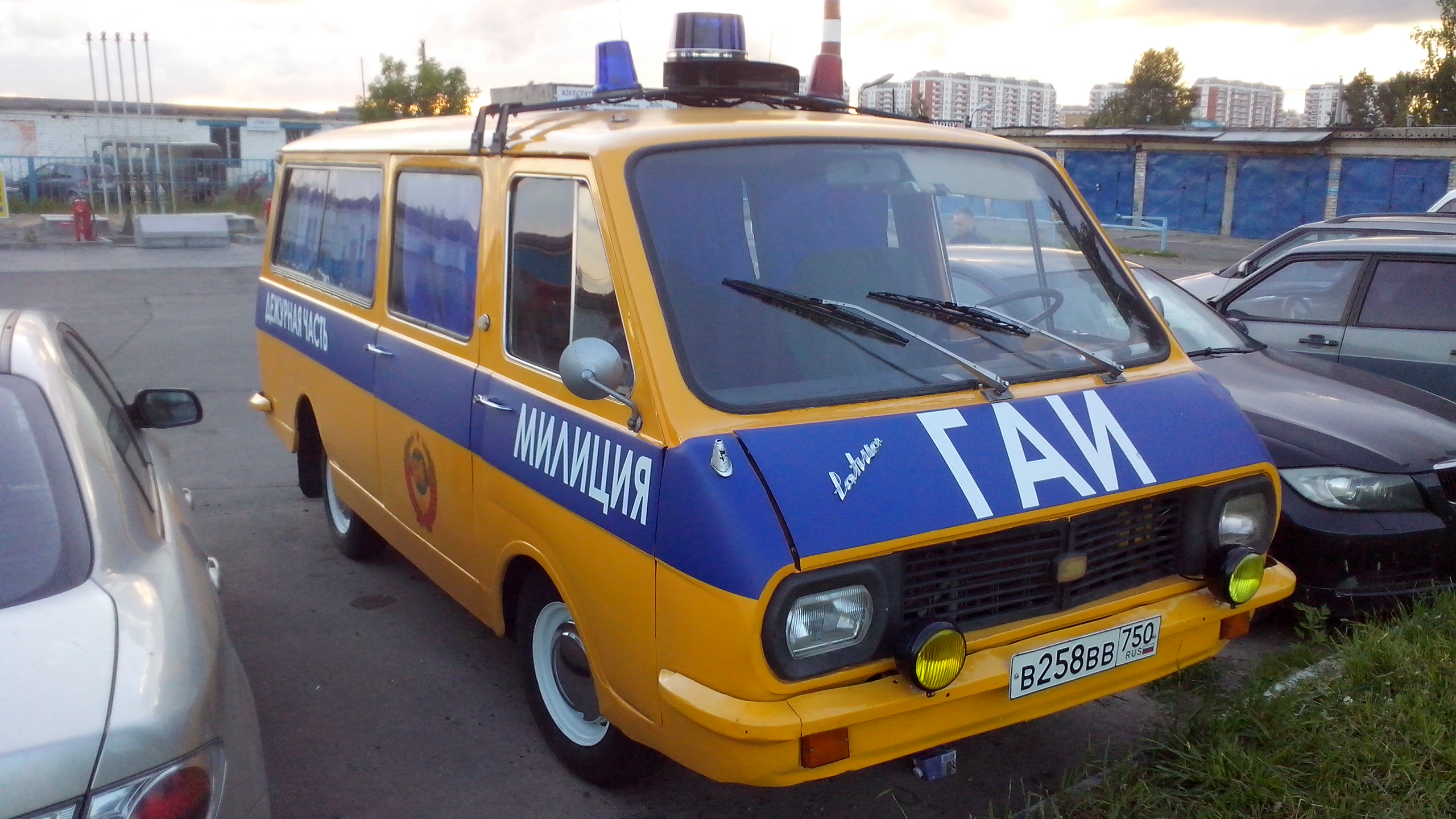
RAF-2203
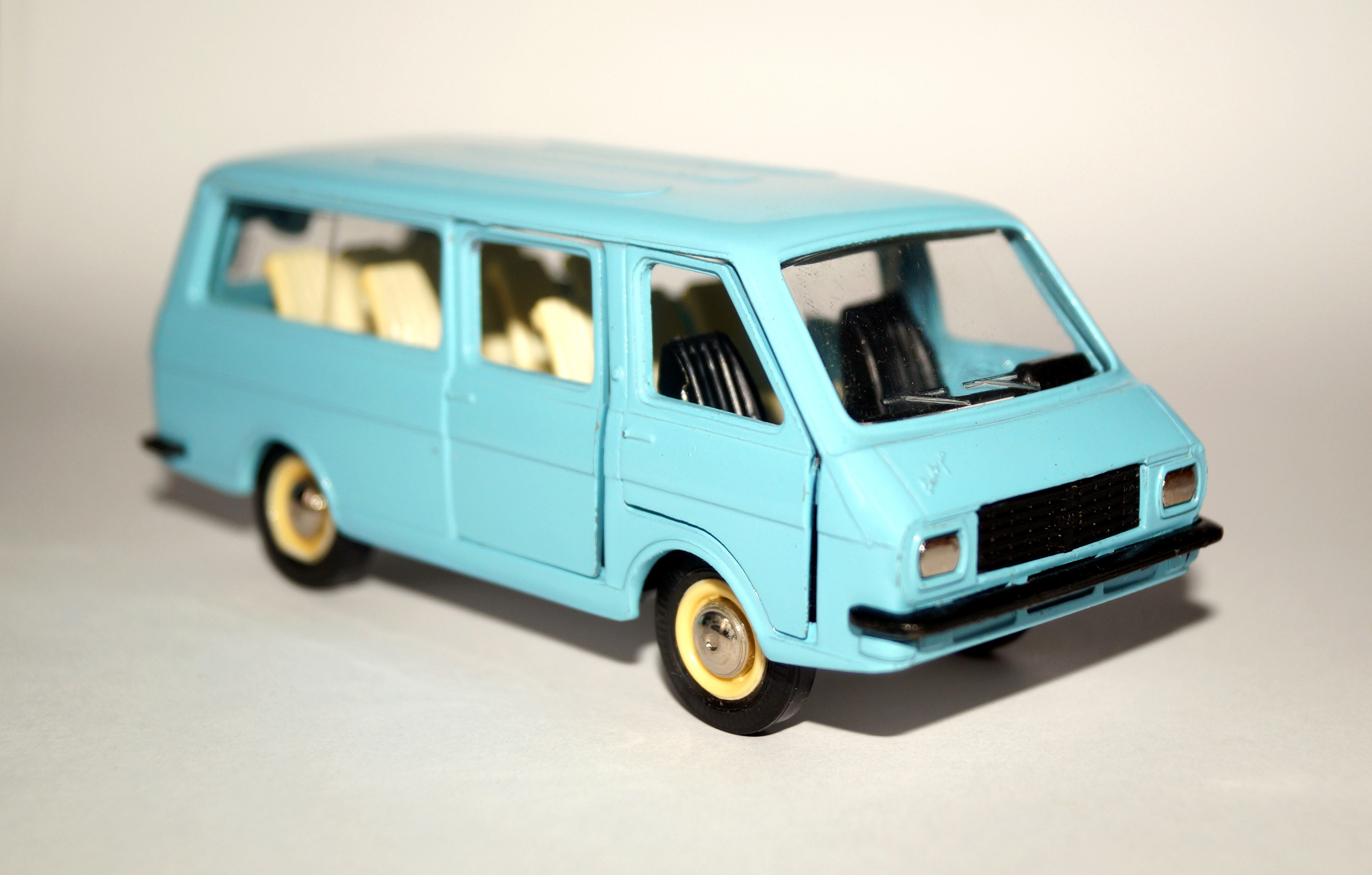
RAF-2203 1:43 jouet moulé sous pression